# Peder Mickelsen Kruse
Peder Mickelsen Kruse, död 1418, var ärkebiskop i Lunds stift från 1410 till sin död.
Peder Mickelsen blev ärkebiskop i Lund 1410. Inget är känt om vad han uträttade som ärkebiskop. 1417 skulle han besöka staden Slesvig för att hålla en mässa. Då blev hans skepp, med mitra, biskopsstav och andra insignier, kapat av holsteinare och fört till Kiel. Han dog året därpå.